# 在大阪ロシア連邦総領事館
在大阪ロシア連邦総領事館（ロシア語: Генеральное консульство Российской Федерации в Осаке、英語: Consulate-General of the Russian Federation in Osaka）は、ロシアが日本の大阪府豊中市に設置している総領事館である。単に在大阪ロシア総領事館（ロシア語: Генеральное консульство России в Осаке、英語: Consulate-General of Russia in Osaka）とも。

## 沿革
1970年、在レニングラード日本国総領事館と在大阪ソビエト連邦総領事館（ロシア語: Генеральное консульство Союза Советских Социалистических Республик в Осаке、英語: Consulate-General of the Union of Soviet Socialist Republics in Osaka）を相互に設置することが日ソ間で合意される。1976年、当時は名実ともに国際空港であった伊丹空港のある大阪府豊中市に総領事館が開設された。総領事館の建物は、ソビエト連邦国家賞を受章した建築家ドミトリー・ラザレヴィチ・ルカエフによる設計である。
2022年2月24日、ロシア軍がウクライナに侵攻した。これを受けて同月28日、約120人が豊中のロシア総領事館周辺に集まってロシアのウクライナ侵攻に抗議する反戦デモを展開した。また、3月4日には兵庫県議会議長の藤本百男が総領事館を訪問して、アレクサンドル・テルスキフ総領事に面会し、県議会で可決されたウクライナ侵攻非難決議に基づく抗議文を提出した。

## 所在地
| 日本語   | 〒560-0005 大阪府豊中市西緑丘1-2-2                                |
| ロシア語 | 560-0005 Осака, Тоёнака, Ниси-Мидоригаока, 1-2-2                  |
| 英語     | 1-2-2, Nishi-midorigaoka, Toyonaka-shi, Osaka Prefecture 560-0005 |

## 総領事

### 在大阪ロシア連邦総領事（1991年 - ）
| 代 | 氏名（日本語）                                   | 氏名（ロシア語）                | 着任      | 退任      | 備考                                                                       |
| -- | ------------------------------------------------ | ------------------------------- | --------- | --------- | -------------------------------------------------------------------------- |
|    | ゲオルギー・エフゲニエヴィチ・コマロフスキー     | Георгий Евгеньевич Комаровский  |           |           | 『日本文明揺籃の地――ロシア人の見た「奈良」』出版時点（1996年11月）で総領事 |
|    | ウラジーミル・コンスタンチノヴィチ・フョードロフ | Владимир Константинович Федоров |           |           | [ 11 ] [ 12 ]                                                              |
|    | オレグ・ワシリエヴィチ・イワノフ                 | Олег Васильевич Иванов          |           |           | 関西領事団長                                                               |
|    | イワン・ウラジーミロヴィチ・プロホロフ           | Иван Владимирович Прохоров      | 2005年9月 | 2011年9月 | 関西領事団長                                                               |
|    | ナイリ・マズグトヴィチ・ラティポフ               | Наиль Мазгутович Латыпов        | 2011年    | 2015年    | [ 18 ] [ 19 ]                                                              |
|    | オレグ・ニコラエヴィチ・リャボフ                 | Олег Николаевич Рябов           | 2015年7月 | 2021年3月 | ロシア鉄道日本総代表                                                       |
|    | アレクサンドル・アレクサンドロヴィチ・テルスキフ | Александр Александрович Терских | 2021年3月 | （現職）  | [ 23 ]                                                                     |

## 管轄区域
大阪府、愛知県、岐阜県、三重県、滋賀県、奈良県、京都府、兵庫県、和歌山県、鳥取県、岡山県、広島県

## CLUBソビエト
2019年7月27日、大阪のロシア総領事館が一日限定でナイトクラブとなるイベント「CLUBソビエト@在大阪ロシア連邦総領事館」が開催され、120人が参加した。この企画を発案して組織したのは日本の民間組織である関西ソビエト文化サロン実行委員会だが、ロシア総領事館も積極的に参与しており、イベント当日の冒頭にはオレグ・ニコラエヴィチ・リャボフ総領事（当時）が挨拶のスピーチを行ったほどであった。総領事館をナイトクラブにして文化交流を図るという企画は珍しく、主催した関西ソビエト文化サロン実行委員会の古池麻衣子がロシア政府系の通信社スプートニクから取材を受けたほどである。

## 著名な在勤者
- ヴァシリー・サプリン - 在札幌総領事
- ユーリー・ステパノフ - 在新潟総領事